# خانه حسینی (قندی)
خانه حسینی (قندی)؛ نام خانه‌ای تاریخی مربوط به دورهٔ پهلوی است و در شهرستان مشهد، شهر مشهد، میدان شهدا، خیابان توحید، نبش توحید ۶ واقع شده و این اثر در تاریخ ۲۵ مرداد ۱۳۸۴ با شمارهٔ ثبت ۱۳۳۶۷ به‌عنوان یکی از آثار ملی ایران به ثبت رسیده‌است.